# Kaesong
Kaesŏng (Gaeseong) er en populær by i Nordhwanghae-provinsen i det sydlige Nordkorea (DPRK).

## Verdensarv fra 2013
I 2013 erklærede UNESCO, at Kaesong skal være verdensarv.

## Turistby
Kaesong er et populært turistmål for sydkoreanske turister og byen har de seneste år været med til at styrke det meget anspændte forhold mellem Sydkorea og Nordkorea. 

## Lukket by
Kaesong er ligeledes en lukket by, uden lokale indbyggere – udover særligt udvalgte arbejdere. Byen er spærret af og isoleret fra resten af landet og bruges kun som turistby for sydkoreanske turister. 